# Angelo Romani
Angelo Romani (Pesaro, 12 aprile 1934 – Milano, 8 gennaio 2003) è stato un nuotatore italiano di livello internazionale, il primo a battere un primato europeo, quello dei 400 metri stile libero (1956).

## Carriera
Uno dei grandi nuotatori italiani a stile libero degli anni '50 del XX secolo: si è messo in luce però nel dorso quando nel 1951 è stato convocato per i Giochi del Mediterraneo ad Alessandria d'Egitto ha vinto il bronzo nei 100 m dietro ad Egidio Massaria. È rimasto il suo solo successo in questo stile. Ha iniziato a vincere titoli italiani nel 1952 (200 e 400 m  stile libero) e nello stesso anno è stato convocato per i Giochi olimpici di Helsinki senza superare poi le batterie nei 400 m e con la staffetta 4×200 m. Tra fine agosto e inizio di settembre ha migliorato i primati italiani in tutte le distanze dai 200 ai 1500 m.
Nel 1953 si è confermato miglior stileliberista italiano dai 200 m in su: dall'autunno di quell'anno fino al 1958 ha detenuto tutti i primati italiani in quelle gare. L'anno dopo ha vinto anche il titolo nei 100 m ai primi campionati primaverili a Milano. Ha partecipato in quell'anno ai campionati europei tenuti a Torino dove ha nuotato in due finali: nei 400 m dopo vent'anni che un nuotatore italiano non arrivava sul podio agli europei ha vinto la medaglia d'argento dietro a György Csordás. Con la staffetta 4×200 m si è invece piazzato al sesto posto.
Nelle due edizioni dei campionati italiani del 1955 ha vinto tutte le gare di stile libero in programma, dai 100 ai 1500 metri; nel 1955 fu primatista italiano anche nei 100 m (togliendo il titolo a Carlo Pedersoli) e nelle due staffette dello stile libero. Ai secondi Giochi del Mediterraneo a Barcellona è salito sul podio nei 400 m, secondo a soli due decimi da Jean Boiteux: ha vinto l'argento anche nelle staffette 4×200 m con Massaria, Guido Elmi e Gianni Paliaga e 4×100 m mista assieme a Massaria, Roberto Lazzari ed Eugenio Gaglia.
Il 27 marzo 1956 è stato il primo nuotatore italiano a battere un primato europeo, quello dei 400 metri stile libero a New Haven negli Stati Uniti d'America, in una vasca da 25 iarde (non c'era ancora la distinzione tra primati in vasca corta e in vasca lunga) con il tempo di 4'30"0. A fine novembre ai Giochi olimpici di Melbourne è stato il primo finalista olimpico italiano dal 1920, nuotando in due finali: i 400 m in cui è giunto ottavo, e la 4×200 m che assieme a Federico Dennerlein, Paolo Galletti e Guido Elmi giunse al settimo posto. Anche in questo caso si trattò della prima volta che una staffetta "azzurra" raggiunse una finale olimpica.
Il suo ultimo successo importante con la nazionale lo ha ottenuto nel 1958 ai campionati europei di Budapest con la staffetta 4×200 m stile libero che ha vinto la medaglia d'argento in finale assieme a Federico Dennerlein, Paolo Galletti e Paolo Pucci. Vanta anche la partecipazione ai suoi terzi Giochi olimpici a Roma con cui ha concluso la carriera in nazionale. Dopo il ritiro come agonista è rimasto nel mondi del nuoto: nel 1977 ha fondato la società "Dimensione Dello Sport" (DDS) assieme a Remo Sacchi, il padre di Luca Sacchi.
In sua memoria si svolge a Pesaro la gara in acque libere "Nuotoamare".

## Palmarès
| Giochi olimpici          | 400 m st. libero         | ---           | 4×200 m st. libero                        | ---               |
| 1952 Helsinki Finlandia  | elim. in batteria 5'05"1 | ---           | el. in batteria - 9'17"9 frazione: 2'21"6 | ---               |
| 1956 Melbourne Australia | 8º 4'41"7                | ---           | 7º - 8'46"2 frazione: 2'09"5              | ---               |
| 1960 Roma Italia         | ---                      | ---           | el. in batteria - 8'38"1 frazione: 2'10"9 | ---               |
| Campionati europei       | 400 m st. libero         | ---           | 4×200 m st. libero                        | ---               |
| 1954 Torino Italia       | Argento 4'40"4           | ---           | 6º - 9'06"0 frazione: 2'09"0              | ---               |
| 1958 Budapest Ungheria   | ---                      | ---           | Argento: 8'41"2 frazione: 2'14"9          | ---               |
| Giochi del Mediterraneo  | 400 m st. libero         | 100 m dorso   | 4×200 m st. libero                        | 4×100 m mista     |
| 1951 Alessandria Egitto  | ---                      | Bronzo 1'12"0 | ---                                       | ---               |
| 1955 Barcellona Spagna   | Argento 4'42"4           | ---           | Argento: 9'13"3 frazione: 2'10"8          | Argento: 4'43"4 : |

### Campionati italiani
16 titoli individuali, così ripartiti:
- 3 nei 100 m stile libero
- 5 nei 200 m stile libero
- 6 nei 400 m stile libero
- 2 nei 1500 m stile libero

nd= non disputati
| Anno | Edizione    | st.libero 100 m | st.libero 200 m | st.libero 400 m | st.libero 1500 m | st.libero 4×200 m | dorso 100 m |
| ---- | ----------- | --------------- | --------------- | --------------- | ---------------- | ----------------- | ----------- |
| 1950 | Estivi      | -               | -               | -               | -                | 2                 | -           |
| 1951 | Estivi      | -               | -               | 2               | -                | -                 | 2           |
| 1952 | Estivi      | -               | 1               | 1               | -                | -                 | -           |
| 1953 | Estivi      | -               | 1               | 1               | -                | -                 | -           |
| 1954 | Primaverili | 1               | nd              | -               | nd               | nd                | -           |
| 1954 | Estivi      | -               | 1               | 1               | -                | -                 | -           |
| 1955 | Primaverili | 1               | nd              | 1               | nd               | nd                | -           |
| 1955 | Estivi      | 1               | 1               | 1               | 1                | -                 | -           |
| 1956 | Estivi      | -               | 1               | 1               | -                | -                 | -           |
| 1957 | Primaverili | -               | nd              | 2               | -                | -                 | -           |
| 1957 | Estivi      | -               | -               | -               | 1                | -                 | -           |
| 1958 | Estivi      | -               | 2               | -               | -                | -                 | -           |
| 1960 | Estivi      | -               | 3               | -               | -                | -                 | -           |